# Benoît Brunet
Benoît Brunet (Tourcoing, 22 de julio de 1991) es un deportista francés que compitió en remo. Ganó tres medallas de bronce en el Campeonato Europeo de Remo, entre los años 2018 y 2024.

## Palmarés internacional
| Campeonato Europeo | Campeonato Europeo    | Campeonato Europeo | Campeonato Europeo |
| Año                | Lugar                 | Medalla            | Prueba             |
| ------------------ | --------------------- | ------------------ | ------------------ |
| 2018               | Glasgow (Reino Unido) | Medalla de bronce  | Cuatro sin timonel |
| 2023               | Bled (Eslovenia)      | Medalla de bronce  | Cuatro sin timonel |
| 2024               | Szeged (Hungría)      | Medalla de bronce  | Cuatro sin timonel |